# Giovanni Petronio Russo
Giovanni Petronio Russo (Adrano, 24 giugno 1840 – Adrano, 14 dicembre 1910) è stato un inventore, saggista e artista italiano.
Giovanni Petronio Russo ideò e costruì una tra le prime automobili stradali. Entrò anche in politica ed assunse la funzione di assessore presso il comune di Adernò, il suo paese natale (oggi Adrano).

## Biografia

### La giovinezza
Il padre Vincenzo, era un commerciante e gestiva un piccolo negozio; la madre Pietra viene ricordata come donna di fervente fede cattolica. Da testimonianze dei suoi familiari (Franco 2002, p. 156), si sa che frequentò con ottimi risultati gli studi umanistici in Adrano e successivamente si iscrisse all'Università di Catania. Ci sono però due differenti versioni al riguardo: secondo quanto afferma Calogero Saieva, il giovane avrebbe frequentato la facoltà di Ingegneria, mentre secondo gli scritti di Sebastiano Salomone avrebbe intrapreso gli studi di Medicina e Chirurgia. Quello che è sicuro è che dovette abbandonare gli studi e ritornare ad Adrano per occuparsi del negozio lasciatogli dal padre.

### Studi sul vapore e sulla "locomotiva stradale”
La cura del negozio non gli impedì di continuare autonomamente gli studi di matematica, fisica e meccanica, seguendo con passione gli ultimi sviluppi nel campo tecnologico e in particolar modo le nuove scoperte riguardo l'applicazione dell'energia a vapore.
In questo periodo, locomotive e rotaie cominciavano a comparire un po' in tutta Europa e, seppure con notevole ritardo rispetto a tutte le altre nazioni, anche in Italia. L'intuizione di Russo fu l'idea di realizzare una vettura azionata dal vapore, che potesse viaggiare su strada e non più solo sulle rotaie. Nel periodo post-unitario, le poche strade esistenti erano percorse soltanto da carri trainati da animali; G. P. Russo partorì quindi l'idea di una sorta di “locomotiva stradale” che si potesse frenare istantaneamente, che permettesse di facilitare i trasporti di gente e merci, che fosse manovrabile agevolmente nelle curve e nelle pendenze e che non producesse fumo per la combustione del carbone nella fornace.
G. P. Russo cominciò allora a disegnare e a fabbricare da solo alcune componenti della sua locomotiva stradale. Nel 1866, interruppe il lavoro di costruzione per partecipare alla Terza guerra d'indipendenza, durante la quale ricevette la medaglia d'argento dell'Unità italiana.
Finita la guerra e rientrato ad Adrano, riprese subito i lavori per la costruzione della locomotiva e nel 1871 il prototipo fu pronto. Procedette quindi ad un primo collaudo privato che ebbe risultati tali da spingere l'inventore a chiedere e ottenere il brevetto il 18 luglio di quello stesso anno dal ministero dell'Agricoltura, dell'Industria e del Commercio come "locomotiva adattabile alle strade comuni", così come dall'Austria, dalla Francia e dal Belgio. Era necessario ora far costruire una nuova locomotiva per i collaudi ufficiali: si recò quindi a Londra per firmare un contratto con una fabbrica inglese. G. P. Russo versò una grande somma di denaro come anticipo all'ingegnere inglese incaricato per il contratto; quest'ultimo però si trattenne il denaro e fece perdere le sue tracce. Subita questa truffa, i genitori dell'inventore decisero di aiutare il figlio Giovanni finanziandogli la costruzione della nuova locomotiva stradale, che fu allestita con la collaborazione del Cantiere Marzocchi di Roma nel giro di un anno. In questo periodo, G. P. Russo fu ammesso nell'Accademia dei Quiriti e dove, nel 1872, tenne una conferenza sull'incremento e sul progresso della meccanica. La nuova locomotiva stradale venne battezzata dallo stesso inventore siciliano: “Trinacria” in onore della sua regione.
Il 2 luglio 1873 si tenne il collaudo pubblico della Trinacria. La locomotiva attraversò le strade di Roma sotto gli occhi di cariche istituzionali e di migliaia di curiosi. Alla guida della Trinacria c'era lo stesso G. P. Russo che sfilò davanti ai presenti, gli inviati del Paese, La nuova Roma, La voce della verità, La fedeltà e de La Riforma e gli alti funzionari pubblici. L'esperimento infatti, fu eseguito alla presenza anche di personale responsabile del Consiglio Superiore dei Lavori Pubblici, molti ingegneri del Ministero della Pubblica Istruzione e due capitani del genio militare. Quella era la prima volta che un veicolo si muoveva per le strade non trainato da animali.
I giornali nazionali evidenziarono l'importanza dell'avvenimento.
Il 22 settembre dello stesso anno, Russo fece sfilare la "Trinacria" a Catania riscuotendo ancora una volta un notevole successo di pubblico e opinioni. La Trinacria, tirandosi dietro un vagone carico di 20 giovani, partì dalla Stazione, attraversò la via Santa Chiara, passò per Piazza Duomo, superò la cattedrale e risalì la via Etnea.
Il successo riscosso dal collaudo fu enorme: ricevette gli onori di tutte le più alte cariche istituzionali, dei principali giornali italiani e della gente comune. Nessuno però, in Sicilia (particolarmente a Catania, dopo gli onori del sindaco Antonino Paternò del Toscano e del prefetto Lanza) rispose con i fatti ai suoi tentativi di creare una Società per Azione; nemmeno i banchieri di Napoli e di Roma, a i quali si era rivolto, gli vennero incontro. Così il ricordo della più importante fra le invenzioni di Russo si spense.

### Il periodo napoletano, il ritorno in Sicilia e il colera
Dopo anni passati in giro per l'Italia per trovare qualcuno che finanziasse la costruzione industriale della locomotiva stradale, G. P. Russo ‘fu talmente deluso da arrivare quasi ad odiare la sua “Trinacria” (Franco 2002, p. 57). Nel 1877 si presentò al concorso per l'insegnamento di disegno nelle scuole tecniche a Napoli; superò l'esame ed ottenne l'abilitazione. Il periodo napoletano di G. P. Russo fu molto fiorente dal punto di vista letterario e delle invenzioni. Durante la sua permanenza a Napoli, infatti, scrisse alcune “Opere di Agraria – di Meccanica – di Scienze” e realizzò molte invenzioni come: congegni per i tram o perfezionamenti dell'accensione dei lumini ad acetilene.
Diversi anni dopo, G. P. Russo fu chiamato nella propria terra per ricoprire la carica di assessore presso il comune di Adrano. Nel 1887, proprio ad Adrano, durante l'esercizio delle sue funzioni d'assessore, scoppiò una terribile epidemia di colera. Temendo il contagio, tutti gli amministratori, i funzionari pubblici e i ceti agiati abbandonarono Adrano. G. P. Russo decise di restare in mezzo alla propria gente, cercando di capire l'entità dell'epidemia e studiarne l'origine. In assenza di quasi tutto il corpo funzionario comunale, informato il prefetto Colmayer, operò da pro-sindaco. Lavorando insieme al dott. Cervello, l'inventore riuscì a trovare la causa del colera: si trattava dell'inquinamento delle acque di alcuni pozzi privati (molto diffusi allora nel paese) con il liquame delle fogne e dei “pozzi neri”.
G.P.Russo pensò anche a una soluzione: creare delle fontanelle pubbliche che fornissero acqua potabile alla popolazione. Trovata una fonte di acqua non inquinata nel quartiere Patellaro di Adrano, si dovevano costruire delle condotte idriche che trasportassero l'acqua pulita in almeno due punti di approvvigionamento, previsti in piazza Giacomo Maggio e in via Giuseppe Garibaldi.
Una condotta idrica di ferro richiedeva però una spesa troppo eccessiva che ammontava a 13000 £. Venne accettata allora la proposta di un dottore inviato dal Governo di Roma, tale dott. Noghera, di fare una condotta idrica di tubi di terracotta per una spesa totale di 6300 £.
La raccolta di questa somma di denaro fu possibile grazie, oltre che ai soldi comunali, a molti contributi volontari. Parteciparono alla raccolta di denaro, il Re, il governo Crispi, il Prefetto, il cardinale Dusmet, il pittore adranita Giuseppe Guzzardi, i deputati Bonaiuto, Carnazza, Amari, Sangiuliano, suore, medici locali e sacerdoti. Anche Petronio Russo contribuì con denaro proprio. Fu possibile quindi creare le fontanelle pubbliche; di esse la più monumentale fu quella ideata da G.P.Russo e cioè quella dell'“Immacolata”: un monumento con tre fontanelle con a capo una statua della Vergine Maria da G.P.Russo stesso costruita e tuttora esistente e funzionante (la statua dell'Immacolata fu sostituita dopo il secondo conflitto mondiale, perché danneggiata dagli eventi bellici). Furono posizionate presso questo monumento anche delle lapidi per commemorare gli eroici personaggi, che salvarono la patria, ma, cessato il colera, il sindaco e gli assessori, ritornati, non vollero mettere la IV lapide che celebrava G.P.Russo, ma accusarono l'inventore di appropriazione indebita e di abuso di potere, denigrandolo con una accanita campagna infamante e decretarne la "Damnatio Memoriae". Fra queste alcune delle famiglie più influenti e potenti dell'Epoca cui G.P. Russo aveva fatto il "torto" di confiscare le acque non inquinate e renderle disponibili alla popolazione adranita, sconfiggendo così l'epidemia di colera.
Ecco il testo della IV lapide: Anno MDCCCLXXXVII mens august furente asiaco morbo ad publicam sanitatem ab assessore Joanne Petronio huc aqua lata fuit sub Beatae Virginis praesidio et civitas salutem acquisivit – che significa – nell'anno 1887, nel mese di agosto, poiché si stava diffondendo una malattia asiatica, qui fu portata dell'acqua dall'assessore Giovanni Petronio per la guarigione pubblica sotto il presidio della Beata Vergine e la città si procurò la salvezza.
La 4 lapidi, nella loro dicitura originale, compresa la IV lapide, sono state ripristinate pochi anni fa, accanto a quelle esistenti (postume) grazie ad un consiglio comunale che ha decretato la completa riabilitazione di G.P. Russo ad opera della Giunta di Nicola Bertolo e dell'Assessore alla Cultura Dott. Giuseppe Gullotta.

### La morte
G. P. Russo morì il 14 dicembre del 1910. Si racconta che gravemente ammalato, poco prima della morte, scrisse in un pezzo di carta “muoio di fame, di sete e di sonno” e lo fece consegnare al sindaco Melchiorre Battiati, che gli aveva chiesto come stesse in salute. Adrano proclamò il lutto cittadino. I discorsi commemorativi di personaggi insigni o i commenti della stampa, come pure le poesie dedicate a G. P. Russo da artisti che lo ammirarono, si possono trovare nel testo In memoria di Giovanni Petronio Russo 1912 di Salvatore Alì, che pure fa un elenco completo di tutti gli attestati di lode, rilasciati all'insigne adranita da Enti, Scuole e Accademie di Sicilia, d'Italia e d'Europa.

### La carriera tecnico-artistica
Nel periodo di alternanza fra Napoli e Adrano, scolpì alcune opere e produsse disegni per sculture che ancora oggi documentano ad Adrano il suo interesse per le arti. G.P. Russo realizzò: “il battistero della Chiesa Madre, le transenne in marmo dell'altare maggiore e delle due cappelle del transetto della Chiesa Madre, le ringhiere di ferro della cupola e dell'interno della Chiesa Madre, le statue della Madonna col Bambino e San Giuseppe della facciata della chiesa di San Giuseppe”. L'opera artistica più importante rimane comunque la “statua marmorea dell'Immacolata” collocata sulla fontana pubblica, da lui stesso disegnata, elevata nell'omonima piazza: oggi la statua si trova nel Museo archeologico del Castello Normanno di Adrano.
G. P. Russo fece scolpire le colonne monolitiche del prospetto della Chiesa Madre di Adrano, grazie a un congegno da lui inventato per alzare agevolmente le colonne. Inoltre, insegnò agli artigiani adraniti come ricavare facilmente i blocchi monolitici dalle cave di Manganelli (in Adrano) e inventò un carro per trasportare i pesanti blocchi di pietra lavica, con un particolare tipo di timone.

## La "Trinacria"
La locomotiva stradale "Trinacria", lunga 4,60 m e larga 2,00 m, era sostenuta da tre sole ruote, una delle quali, la posteriore, le dava il moto di locomozione mentre le altre due, le anteriori, determinavano la direzione. Le ruote non lasciavano alcuna traccia al loro passaggio sulla strada e la loro posizione, inoltre, era studiata in modo che la locomotiva potesse affrontare con agilità ogni curva. Il macchinista disponeva pure di un quadrante con lancette, che indicava la gradazione delle curve affrontate. Per la particolare costruzione e postura della ruota motrice, la locomotiva poteva superare le forti pendenze con sufficiente carico senza timore che girasse a vuoto, a una velocità fino a 15 km orari.
La caldaia verticale stava al centro del veicolo, fornito di un parapetto nella parte anteriore, dove stava il macchinista. Questi, potendo osservare da vicino le condizioni della strada, ed avendo a portata di mano tutti i manubri di comando, poteva: girare improvvisamente per scansare ostacoli sulla strada; rallentare o accelerare la corsa; chiudere o diminuire il passaggio del vapore; azionare un freno per le forti pendenze o per fermare la locomotiva istantaneamente; azionare un freno più potente per casi d'emergenza. Era prevista sulla vettura anche la presenza del fuochista per la caldaia. Un solo ingranaggio regolava la postura delle ruote direzionali, due cilindri orizzontali, nella parte posteriore della vettura, muovevano direttamente un asse comune che attraversando la ruota motrice, portava un rocchetto a sponde fisse che ingranava con una corona dentata all'interno della ruota. Per evitare le scosse prodotte dalle disuguaglianze stradali, la Trinacria era dotata di otto solidi cuscinetti di caucciù distribuiti per tutto il corpo della locomotiva. Inoltre, la macchina disponeva di involucri protettivi di lamiera posizionati per preservare la ruota motrice e il motore. Le qualità migliori di questa macchina per i suoi tempi sono essenzialmente:
- la completa combustione del carbone, tale da renderla fumivora;
- una relativa leggerezza tale da non lasciare tracce sulla strada;
- la facilità di curvatura per un raggio interno di 2 metri;
- la capacità di superare pendenze sino al 12%;
- la velocità media di 15 km orari;
- la capacità di frenatura istantanea.

Nel 2012 la Regione Siciliana gli ha dedicato una mostra dal titolo "La storia dimenticata della locomotiva stradale Trinacria".

## Opere dedicate
L'opera più importante sulla vita, le opere e l'impegno politico e civile di G. P. Russo, è quella di Salvatore Alì, amico dell'inventore. “Importanti sono alcune opere del fratello Salvatore, di Sebastiano Salomone, di Calogero Saieva. I quotidiani Corriere di Sicilia e La Sicilia hanno anch'essi pubblicato qualche articolo su Petronio Russo.

## Marcofilia
Le Poste Italiane, su richiesta della Regione Siciliana, hanno concesso due annulli postali in onore di Giovanni Petronio Russo: nel 2010 per commemorare il centenario dalla morte dell'inventore e nel 2013 per celebrare il 140º anniversario della presentazione della locomotiva stradale "Trinacria".